# Arturo Iglesias
Arturo Emmanuel Iglesias Pastrana (ur. 22 listopada 1995 w San Juan) – portorykański siatkarz, grający na pozycji rozgrywającego, reprezentant Portoryko.

## Sukcesy klubowe
Puchar Izraela:
- 2023[4]

Puchar Challenge:
- 2023[5]

Mistrzostwo Izraela:
- 2023[6]

## Sukcesy reprezentacyjne
Puchar Panamerykański:
- 2017

Mistrzostwa Ameryki Północnej, Środkowej i Karaibów:
- 2021

## Nagrody indywidualne
- 2021: MVP Mistrzostw Ameryki Północnej, Środkowej i Karaibów